# Careproctus abbreviatus
Careproctus abbreviatus är en fiskart som beskrevs av Burke, 1930. Careproctus abbreviatus ingår i släktet Careproctus och familjen Liparidae. Inga underarter finns listade.